# Ширін (Казахстан)
Ширі́н (каз. Шырын) — село у складі Уйгурського району Алматинської області Казахстану. Входить до складу Бахарського сільського округу.
Населення — 1202 особи (2021; 1193 у 2009, 1036 у 1999, 1041 у 1989).